# Machilidae
Famille
Les Machilidae (machilides) forment une famille d'insectes aptères de l'ordre des archéognathes.

## Liste des sous-familles
Selon ITIS (8 nov. 2016) :
- sous-famille Machilinae
- sous-famille Petrobiinae Paclt, 1970

## Liste des genres et espèces
Selon NCBI (1 nov. 2011) (liste grandement incomplète) :
- genre Coreamachilis
  - Coreamachilis coreanus
- genre Dilta
  - Dilta italica
  - Dilta littoralis
  - Dilta hibernica
- genre Haslundichilis
  - Haslundichilis hedini
- genre Lepismachilis
  - Lepismachilis y-signata
- genre Machilinus
- genre Machilis
  - Machilis germanica
  - Machilis glacialis
  - Machilis hrabei
  - Machilis pallida
  - Machilis rubrofusca
- genre Machiloides
  - Machiloides banksi
- genre Mesomachilis
  - Mesomachilis nearcticus
- genre Pedetontinus
  - Pedetontinus tianmuensis
  - Pedetontinus yinae
- genre Pedetontus
  - Pedetontus fukiensis
  - Pedetontus okajimae
  - Pedetontus saltator
  - Pedetontus silvestrii
  - Pedetontus unimaculatus
  - Pedetontus zhejiangensis
- genre Petrobiellus
  - Petrobiellus takunagae
- genre Petrobius
  - Petrobius brevistylis
- genre Praetrigoniophthalmus
- genre Trigoniophthalmus
  - Trigoniophthalmus alternatus